# Rodrigo Erramuspe
Rodrigo Nahuel Erramuspe (Mar del Plata, 3 maggio 1990) è un calciatore argentino, difensore del Levadeiakos.

## Caratteristiche tecniche
È un difensore centrale longilineo che ha nel gioco aereo il suo punto di forza.

## Carriera

### Club
La sua carriera inizia nel 2000, quando viene acquistato dal Lanús dopo aver ricevuto risposte negative dagli staff di Estudiantes e Gimnasia. Compie tutta la trafila nelle Division Infantìl fino al 2009, quando debutta con la maglia granata in occasione del match di Clausura con il Rosario Central, festeggiando così il suo 19º compleanno. Il 20 febbraio 2010 ottiene la sua prima ammonizione in carriera, rimediata durante la partita di campionato con i Newell's Old Boys.
Nel 2011 Rodrigo viene mandato in prestito, dalla dirigenza del Lanús, all'Unión de Santa Fe per giocare in modo più prolifico. Debutta con la casacca biancorossa il 6 agosto, in occasione del match di campionato con l'Argentinos Juniors: il 22 settembre arriva la sua prima rete in carriera, realizzata durante la partita di campionato con il Godoy Cruz. Il 17 marzo 2012 realizza la sua prima doppietta in carriera, da calciatore professionista, in occasione della partita di Clausura con il Vélez Sarsfield.

## Palmarès

### Competizioni nazionali
- Copa Argentina: 1

Huracán: 2013-2014
- Supercopa Argentina: 1

Lanús: 2016